# Nicolas Grelon
Nicolas Grelon, né le 9 janvier 1978 à Nantes (Loire-Atlantique), est un joueur de rugby à XV français qui évolue au poste de talonneur (1,79 m pour 97 kg). 

## Biographie
Nicolas Grelon est né le 9 janvier 1978 à Nantes. Sa mère, originaire du Pays basque, l'élève avec sa sœur en Vendée dans la petite commune d'Aubigny. Son père fut un grand joueur de rugby des années 1970 à travers ses passages au LOU et à l'U.A.G. avec lequel il dispute une demi-finale du Challenge Yves Du Manoir face au Stade toulousain pour le dernier match de Pierre Villepreux.
Élevé à l'école du rugby de mouvement, il joue longtemps numéro 10 et acquiert ainsi un excellent bagage technique. Grâce à de très bonnes bases de Judo, appris avec l'ex champion Olympique Tchoulouyan, et de HandBall, avec l'aide de Patrick Derre, il s'initie au jeu d'avant et commence comme pilier gauche et comme talonneur lors de son entrée au Pôle Espoir Rugby de Jolimont à Toulouse.
Il rejoint les rangs de l'US Colomiers où il perfectionne sa formation en parallèle du sport étude national de Jolimont. Il y côtoie David Skrela ou encore Fabien Galthié.
Âgé de a peine 20 ans il signe à Balma dans la banlieue toulousaine et évolue en Groupe A2 avec l'équipe première. Il emmagasine quelques caps avec l'équipe de France espoirs avant de se blesser a deux jours de la Coupe Du Monde -21ans à Buenos Aires. Malgré cela il signe au FC Auch, où des tribunes (à cause de sa blessure) et aux côtés de Henri Broncan il apprend les ficelles du métier de talonneur. Après une deuxième saison très brillante dans le club gersois, il se dirige, malgré des offres du Stade français et de Clermont, au Montauban Tarn et Garonne XV.
Malgré la concurrence de son pote de l'équipe de France espoir André Gaubert, il effectue deux belles saisons sous les couleurs Verts et Noirs et garde un très bon souvenirs de son passage à SAPIAC.
En septembre 2003, il rejoint les rangs de l'USAP où avec la concurrence de Koniek il se hisse au meilleur niveau jusqu'en finale du Championnat de France face au Stade français en juin 2004. La deuxième saison à l'USAP le fait exploser aux yeux des médias grâce à des prestations de très grande qualité lors des matchs de Coupe d'Europe.
À la suite de quelques remaniements de dernière minute, il signe finalement pour deux saisons au MHRC. Après une première saison réussie mais touché par les blessures, il démarre la seconde saison d'un mauvais pied et se voit jeter sur le banc par les dirigeants montpelliérains.
Pour la saison 2007-2008, il signe au SC Albi où sous la houlette d'Eric Béchu il espère mener à bien les objectifs du club.

## Carrière de joueur
- US Colomiers
- 1997-1999 : Balma
- 2000-2001 : FC Auch
- 2001-2003 : US Montauban
- 2003-2005 : USA Perpignan
- 2005-2007 : Montpellier RC
- 2007-2009 : SC Albi
- 2009-2011 : Étoile sportive catalane

## Carrière d'entraîneur
- 2013-2017 : Union sportive Fumel Libos
- 2018-2019 : Céret Sportif
- 2019-2020 : USAP XV féminin